# 小松印刷グループ
小松印刷グループ株式会社（こまついんさつグループ）は、香川県高松市に本社を置く印刷会社。国内に各所にて支店・工場を運営する大手の印刷・出版業者。
本社の他、東京・大阪・広島・岡山等に拠点を構える。A判輪転印刷・B判輪転印刷・枚葉印刷などで折込広告、ダイレクトメール、パンフレット、袋、包装紙、パッケージ、POP、カタログ、ポスター、カレンダー、ラベル等の独自の販売網を持つ「販促対応印刷サービス」、「一般企業対応印刷サービス」、「官公庁対応印刷サービス」、「学校対応印刷サービス」、「選挙対応印刷サービス」、「イベント対応印刷サービス」を行う企業。また、販売販促支援WEBシステムとしてこまらんどPRO、こまらんどLIGHTを運営する。
2015年11月、一般社団法人日本印刷産業機械工業会より「Japan Color認証工場（標準印刷認証）」の認定を受ける。

## 事業所
- 筑波営業所・工場

茨城県つくば市上大島1651-1
- 東京支店

東京都港区浜松町二丁目2-12 JEI浜松町ビル8F
- 横浜支店

神奈川県横浜市港北区新横浜1-13-12 クリンゲルンベルグビル4F
- 大阪支店

大阪府吹田市豊津町2-1 第1中田ビル403
- 大阪工場

大阪府東大阪市加納5-10-37
- 岡山営業所

岡山県岡山市北区上中野2丁目12-22 パストラルK1F
- 広島営業所

広島県広島市中区榎町2-15 榎町ビュロー3F
- 徳島営業所

徳島県徳島市南昭和町1丁目23 三谷第1ビル4F
- 高松本社・工場

香川県高松市香南町由佐2100-1
- 綾川工場

香川県綾歌郡綾川町枌所東1193-23
- 松山営業所

愛媛県松山市辻町11-23 メゾン栗林1F

## 沿革
- 1952年（昭和27年）8月 - 高松市内町に於いて創業。
- 1955年（昭和30年）8月 - 法人に組織変更。有限会社小松印刷所として発足。
- 1969年（昭和44年）4月 - 高松市西ハゼ町へ本社移転。
- 1976年（昭和51年）11月 - 株式会社に組織変更。
- 1980年（昭和55年）8月 - 松山営業所開設。
- 1981年（昭和56年）2月 - 岡山営業所開設。
- 1985年（昭和60年）11月 - 大阪支店開設。
- 1989年（平成元年）8月 - 代表取締役社長 小松義彦 就任。
- 1990年（平成2年）1月 - 広島営業所開設。
- 1991年（平成3年）5月 - 高松市香南町に本社事業所新築・移転ＣＩ導入・社名を小松印刷株式会社とする。
- 1994年（平成6年）1月 - 横浜支店開設。
- 1998年（平成10年）10月 - 徳島営業所開設。
- 1999年（平成11年）2月 - 関連会社 有限会社ワイド企画を吸収合併。
- 2000年（平成12年）2月 - 東京支店開設。
- 2000年（平成12年）4月 - 筑波工場開設。
- 2001年（平成13年）8月 - 本社新工場棟増築。
- 2002年（平成14年）8月 - 筑波工場新工場棟増築。
- 2004年（平成16年）10月 - 大阪工場開設。
- 2006年（平成18年）3月 - プライバシーマーク認証取得。
- 2007年（平成19年）9月 - 愛知県のソーゴー全株式を取得し子会社とする。
- 2012年（平成24年）3月8日 - 山口市防府市に本拠を置く大村印刷の株式を取得し子会社とする。小松印刷の小松義彦が社長を兼務し、創業者一族の大村俊雄前社長が代表権のない会長に退く[2]。
- 2013年（平成25年）3月 - 本社太陽光発電開始。
- 2014年（平成26年）2月1日 - 千葉県のワタナベメディアプロダクツの株式を取得し子会社とする。小松印刷の小松照弘が社長を兼務し、代表取締役の渡邉勝彦が退任する[3]。
- 2014年（平成26年）5月 - 本社・綾川工場 倉庫棟増設。
- 2015年（平成27年）7月 - 代表取締役会長に小松義彦が就任、代表取締役社長に小松秀敏が就任する[4]。
- 2022年（令和4年）8月 - 社名を小松印刷グループ株式会社に変更。

## グループ会社
- 株式会社ソーゴー - 1967年1月設立。オフセット輪転印刷・オフセット枚葉印刷・企画デザインを行う。
- 大村印刷株式会社 - 1921年3月設立。主に「企画・クリエイティブ部門」、「営業部門」、「生産・製造部門」により、成り立つ[5]。
- ワタナベメディアプロダクツ株式会社 - 2013年11月設立。「クリエイティブ・サービス」、「プリンティング・サービス」を行う。
- ワイドトレーディング株式会社
- クリエイティブティップス - 2009年4月設立。小松印刷株式会社のクリエイティブ事業部として創設。主にマスメディア全般における広告制作、プロモーションツール、商品パッケージとノベルティー、ブランディング、また展示会、イベント空間制作・運営、CI、VIの企画、ウェブデザイン、プリントなどを行う。